# Bola del agua (Celaya)
La Bola de agua de Celaya es el ícono monumental de la ciudad de Celaya y es por tanto que —además de ser conocida como "La Puerta de Oro del Bajío"— también es reconocida a nivel mundial. Se trata del único depósito en altura existente aún en el mundo de su tipo en molde esférico, tras la primera que fue construida en Alemania, y continúa en funcionamiento. Está ubicada a 500 metros de la Plaza de Armas y del jardín principal de la ciudad de Celaya, y frente a la Columna de la independencia que fue el primer monumento dedicado al México libre.

## Historia
El terreno donde se construyó la "Bola del agua" fue en el mismo lugar que ocupaba el antiguo camposanto del Templo de San Francisco. Tiempo después de la desamortización de bienes ecleseásticos, ya a principios del siglo XX, el terreno del cementerio fue destinado para plaza con jardín público, y en 1907 en el centro del área se descubrió un pozo artesiano del que se podría extraer agua potable para la población. En 1908, bajo la prefectura del señor Perfecto I. Aranda, Jefe político de la ciudad, se gestionó la infraestructura necesaria para iniciar una obra hidráulica sin presedentes en el municipio; entonces se asignó esta tarea al alemán Alfredo Fink, propietario de la "Ferretería Alemana" ubicada en el centro de Celaya, quien, en colaboración con su compatriota Heinrich Schöndube y la empresa “Schöndube & Neugebauer” lograron el montaje de una torre ensamblada a base de remaches, y un tanque esférico con capacidad de 1000 metros cúbicos. La inauguración de la "bola del agua" significó el progreso material e industrial en la ciudad, y formó parte de las conmemoraciones por el primer centenario del inicio de la Independencia de México. Sin embargo, el inicio de la Revolución Mexicana provocó que el gobierno no pudiera pagar el costo de la construcción, ya que la economía también se saboteó durante el movimiento revolucionario. El tema de la deuda con las empresas alemanas se resolvió hasta 1921, cuando el nuevo gobierno aprobó hacer los pagos pendientes de la construcción.
La torre hidráulica servía con anterioridad como base de anuncios publicitarios, lo cual solventaba algunos de los gastos de mantenimiento, pero no fue hasta después de 1980 que durante el Centenario de la Fundación de Celaya, la presidencia municipal ordenó que únicamente sería monumento utilizado como símbolo de la ciudad y como patrimonio industrial único. Por debajo de la torre y a la vista de todos, se encuentra una placa con la siguiente leyenda:

«Esta torre fue construida a expensas del municipio de esta ciudad en el año de 1910 y se inauguró oficialmente el día 15 de septiembre, día del centenario de la proclamación de la independencia de México siendo gobernador del estado el señor licenciado don Joaquín Obregón González, quien dio todo su apoyo moral a la construcción. La obra y todo lo relativo a la provisión de agua potable, fue proyectada y llevada a cabo por el señor jefe político del distrito Don Perfecto I. Aranda, su costo total con la entubación limitada a dos circuitos fue de $161,520.84 pesos»
Declaración inscrita en la placa instalada en la entrada de la torre

## Autenticidad
De todo el mundo, actualmente es única en su tipo por su molde esférico, puesto que en años anteriores y construida por la misma empresa, existió en Alemania otra torre hidráulica, de la cual la versión de Celaya es una copia, pero la primera fue destruida durante la Segunda Guerra Mundial durante los bombardeos, según algunos historiadores. Las partes que conforman la estructura fueron diseñadas y fabricadas en Alemania, siendo así desde los planos a los tornillos y láminas, lo cual logra tal perfección que hoy en día es reconocida a nivel mundial.

## Función
La región en donde se ubica la ciudad, desde tiempos remotos ha sido propicio para la agricultura, puesto que el Río Laja que bordea la ciudad por el sur fue uno de los elementos fundamentales para la realización de grandes pozos para abastecer todos los sembradíos que se ubicaban en su perímetro, es por tanto que el agua y la agricultura han sido siempre de suma importancia para todos los celayenses. Fue por esto que el propósito principal de la enorme bola esférica de agua era servir como depósito que, hasta la actualidad, sigue en funcionamiento.

## Características
La Bola del Agua tiene una base de 10 metros de ancho y altura de 35 metros desde el suelo, cuenta con un diámetro de 12 metros y una capacidad de 904 metros cúbicos. Su funcionamiento y mantenimiento se encuentra a cargo de la Junta Municipal de Agua Potable y Alcantarillado de Celaya (abreviado y más conocida como Jumapa), pero es la única en la ciudad que no cuenta con el logotipo de la empresa por ser monumento representativo; ya que otras torres hidráulicas que se construyeron para colaborar a depositar y distribuir agua por toda la ciudad llevan el logo de la empresa local distribuidora de agua, conocida como Jumapa.